# فرانسواز برتراند
فرانسواز برتراند هي سيدة أعمال كندية، ولدت في 1948 في مونتريال في كندا.